# Kerk van Sandfirden
De kerk van Sandfirden is een kerkgebouw in Sandfirden, gemeente Súdwest-Fryslân, in de Nederlandse provincie Friesland.

## Beschrijving
De kerk werd in 1732 (jaartalankers) gebouwd ter vervanging van een middeleeuwse voorganger. Bij de eerste verbouwing in 1813 werd de zaalkerk verhoogd en voorzien van een houten geveltoren met ingesnoerde spits. Rond 1869 werd de driezijdig gesloten kerk aan de oostzijde verlengd en de zuidgevel beklampt. In 1985 vond een restauratie van de westgevel plaats en in 1999 werd ook het interieur gerestaureerd. De kerk is een rijksmonument.
Het interieur wordt gedekt door een houten tongewelf (1813). In de kerk bevindt zich een rood zandstenen deksel van een sarcofaag (12e eeuw). De kuip van de preekstoel dateert uit circa 1650 en het klankbord uit de 19e eeuw. Het orgel uit 1857 is gebouwd door L. van Dam en Zonen.

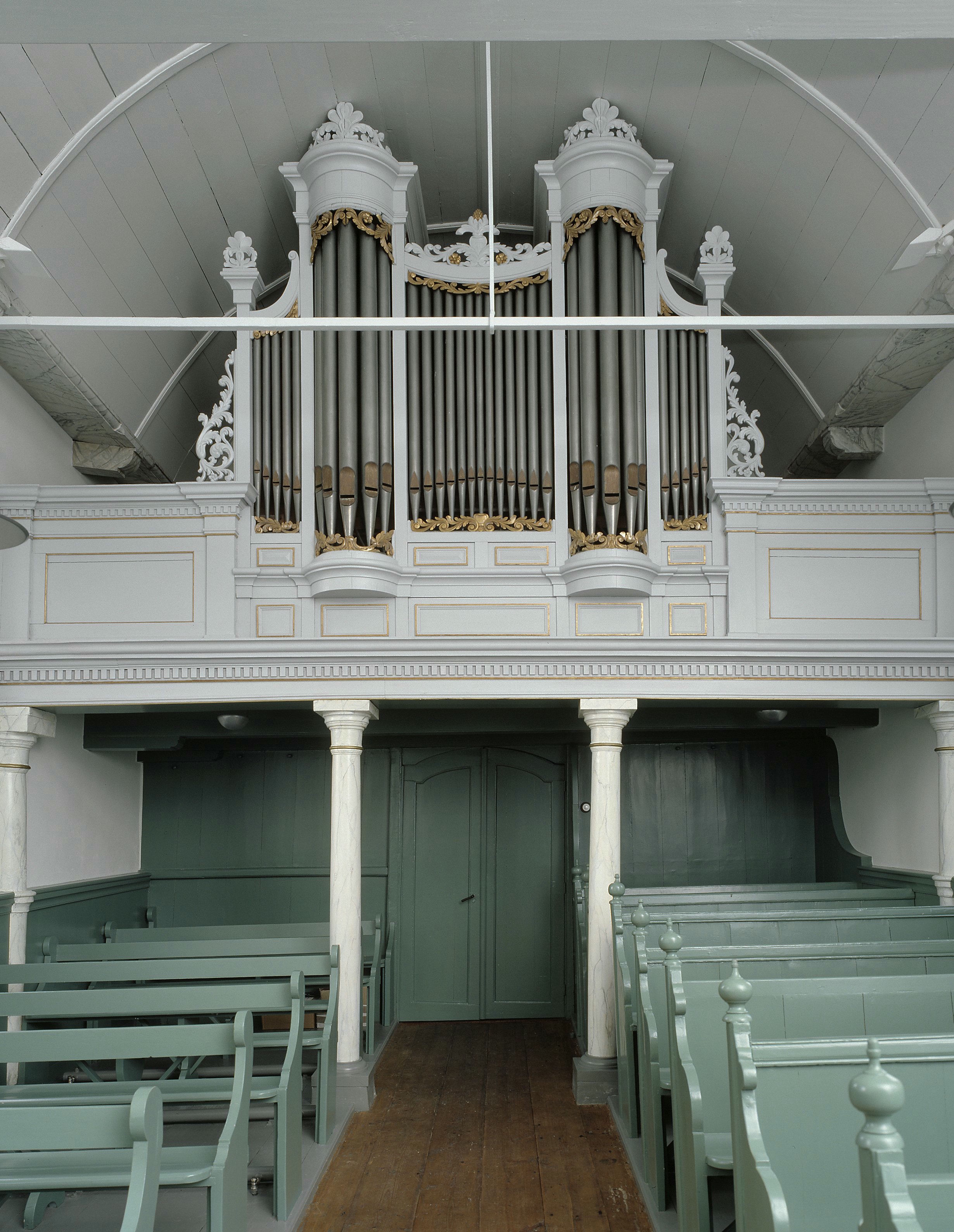
Interieur met orgel (2000)
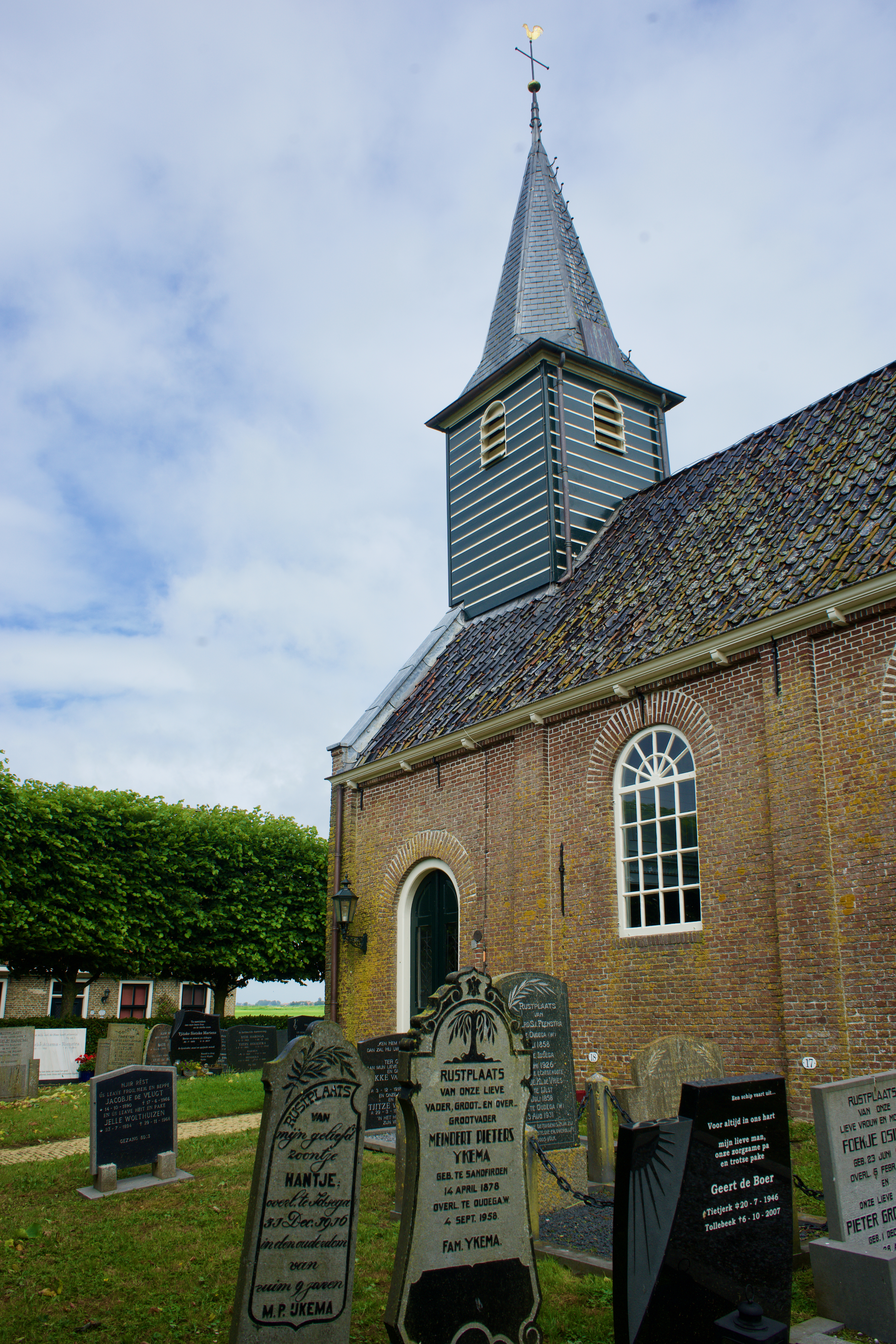

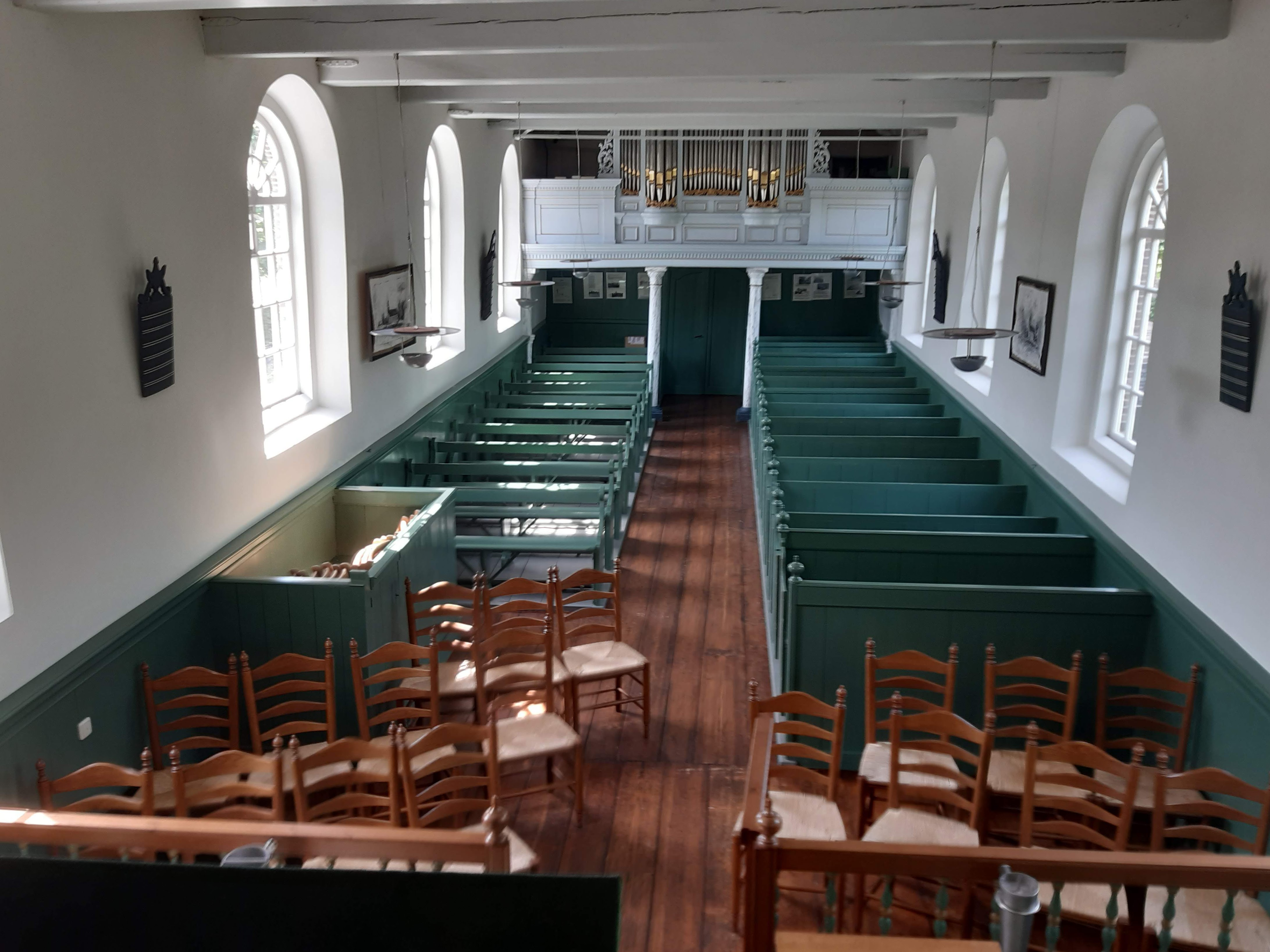
Interieur met orgel (2020)
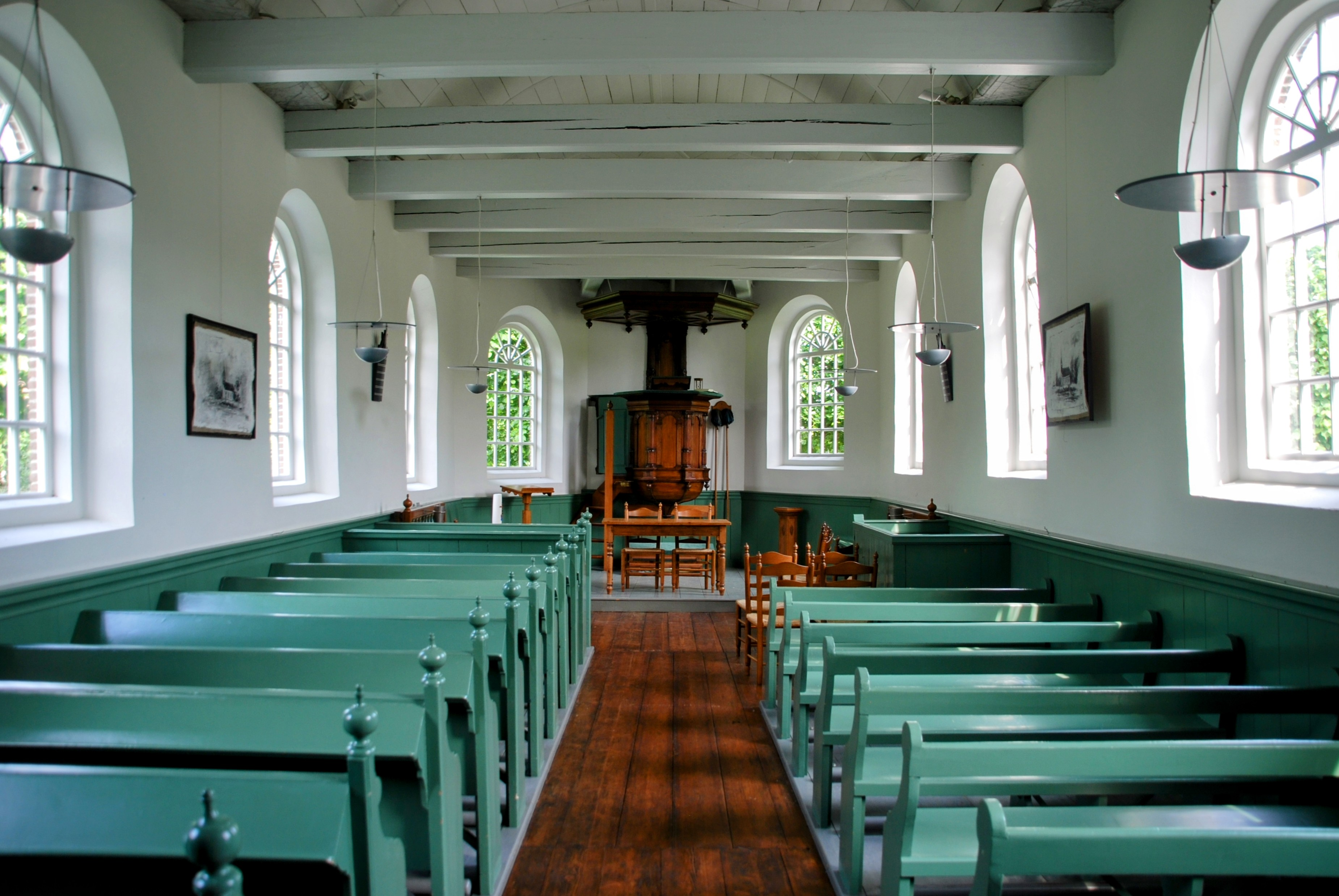
Interieur met preekstoel